# PFLNG Satu
Die PFLNG Satu ist eine der ersten Offshore-Anlagen zur Förderung, Verflüssigung, Lagerung und Umschlag von Erdgas und gehört zur malaiischen Gesellschaft Petronas.

## Geschichte
Petronas vergab 2011 den Auftrag zur Konstruktion und Bau einer Schiffsanlage zur Offshore-Flüssiggas-Gewinnung an ein Konsortium aus Technip und Daewoo Shipbuilding & Marine Engineering. Die Kiellegung erfolgte am 6. Januar 2014, der Stapellauf am 5. April 2014 und am 4. März 2016 wurde die Anlage auf den Namen PFLNG Satu getauft. Die Ablieferung erfolgte am 13. Mai 2016. Ein qualifiziertes Personal von 150 Mitarbeitern, darunter 10 Ingenieurinnen, betreibt die Anlage.
Das Offshore-Schiff wurde nach der Ablieferung im Kanowit-Gasfeld vor der Küste von Sarawak, Malaysia, positioniert. Als die PFLNG Satu im April 2017 den Betrieb aufnahm, war Petronas eines der ersten Unternehmen, das eine FLNG-Fracht verschiffte. Die erste Ladung wurde auf den Flüssiggastanker Seri Camellia geladen.

## Schiffsbeschreibung
Das Schiff mit der Baunummer 6302 hat eine Länge von 365 Meter, eine Breite von 60 Meter und ist mit rund 205.000 BRZ vermessen. Die Tragfähigkeit beträgt rund 167.000 tdw und die Ballastkapazität rund 120.000 m³. Das Schiff führt die Flagge von Malaysia, erhielt die IMO-Nummer 9665085 und das Rufzeichen 9WJY6.
Die PFLNG Satu verfügt über 354.000 m³ LNG-Speicher, 20.000 m³ Kondensat-Speicher und war 180 km vor der Küste von Bintulu fest verankert. Sie erhielt Gas aus dem Kanowit-Gasfeld aus 200 Meter Tiefen.
Die PFLNG Satu mit Heimathafen Port Klang hat keinen eigenen Antrieb. Zur Stromversorgung dienen vier Gasturbo-Generatoren (PGT25+G4) mit je 45 MW von GE Oil & Gas. Zur Gasverflüssigung dienen zwei gasturbinengetriebenen Verdichtereinheiten (PGT25+G4) und zwei von Elektromotoren angetriebenen Kreiselverdichtern. Außerdem wird dazu das Modul einer Stickstoffkreislauf-Anlage von Air Products eingesetzt. Sie besteht aus Kältekompressoren aus Pennsylvania, USA den gewickelten Wärmetauschern und den Economisern die in Tanjung Langsat, Malaysia, gebaut wurden.
Auf der PFLNG Satu werden die Schiffsbewegungen kompensiert, um Produktionsrisiken zu reduzieren. Erdgas sollte zur Verflüssigung einen Kohlendioxidgehalt von weniger als 50 ppm aufweisen, und das war bisher in einer schwimmenden LNG-Anlage sehr schwer zu erreichen. Mit der Technologie von Honeywell UOP wird Kohlendioxid aus der LNG-Zufuhr zu entfernt.

## Hintergrund
Ab Mitte der 1980er Jahre investierten viele Öl- und Gasförderunternehmen in Machbarkeitsstudien zur Offshore-Flüssiggas-Gewinnung, um Erdgasblasen im Meer zu erschließen. Hier sind Mobil, Norsk Hydro, Chevron und Shell zu nennen, die FLNG-Anlagen und Produktionskonzepte entwarfen und analysierten.
Im Jahr 1999 wurde von Chevron Untersuchungen durchgeführt und das so genannte „Azure“-Forschungsprojekt von der EU und mehreren Öl- und Gasunternehmen begonnen. Beide Projekte brachten Fortschritte bei der Konstruktion des Rumpfes und der Entwicklung der Technologie der Kühlung und LNG-Rohrleitungen sowie Kupplungen. Dabei wurden nach dem Muster der Floating-Production-Storage-and-Offloading-Anlagen (FPSO) neben Stahl- auch Betonstrukturen untersucht, Stahl setzte sich durch und das ist das Material der heutigen Anlagen.

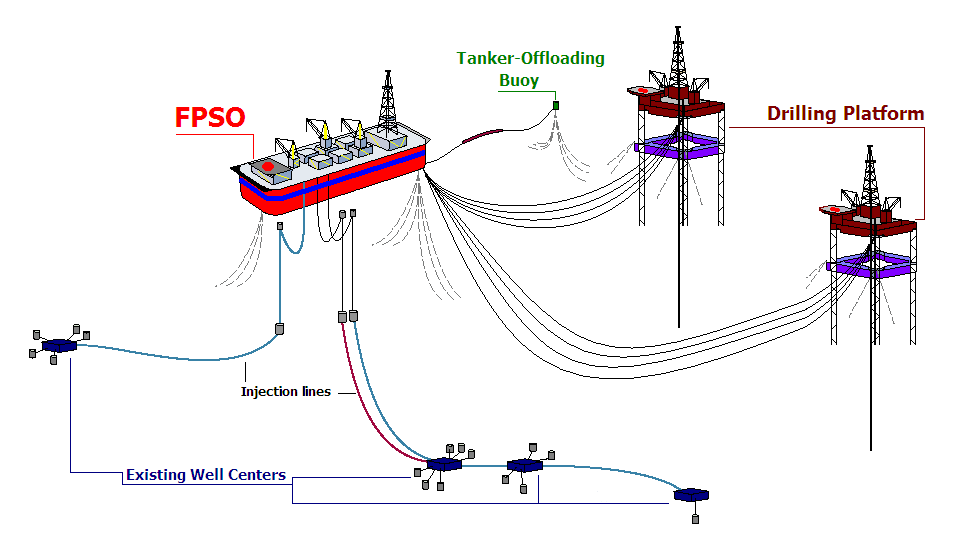
Floating Production Storage and Offloading (FPSO)-Anlagen